# جامعة زيورخ

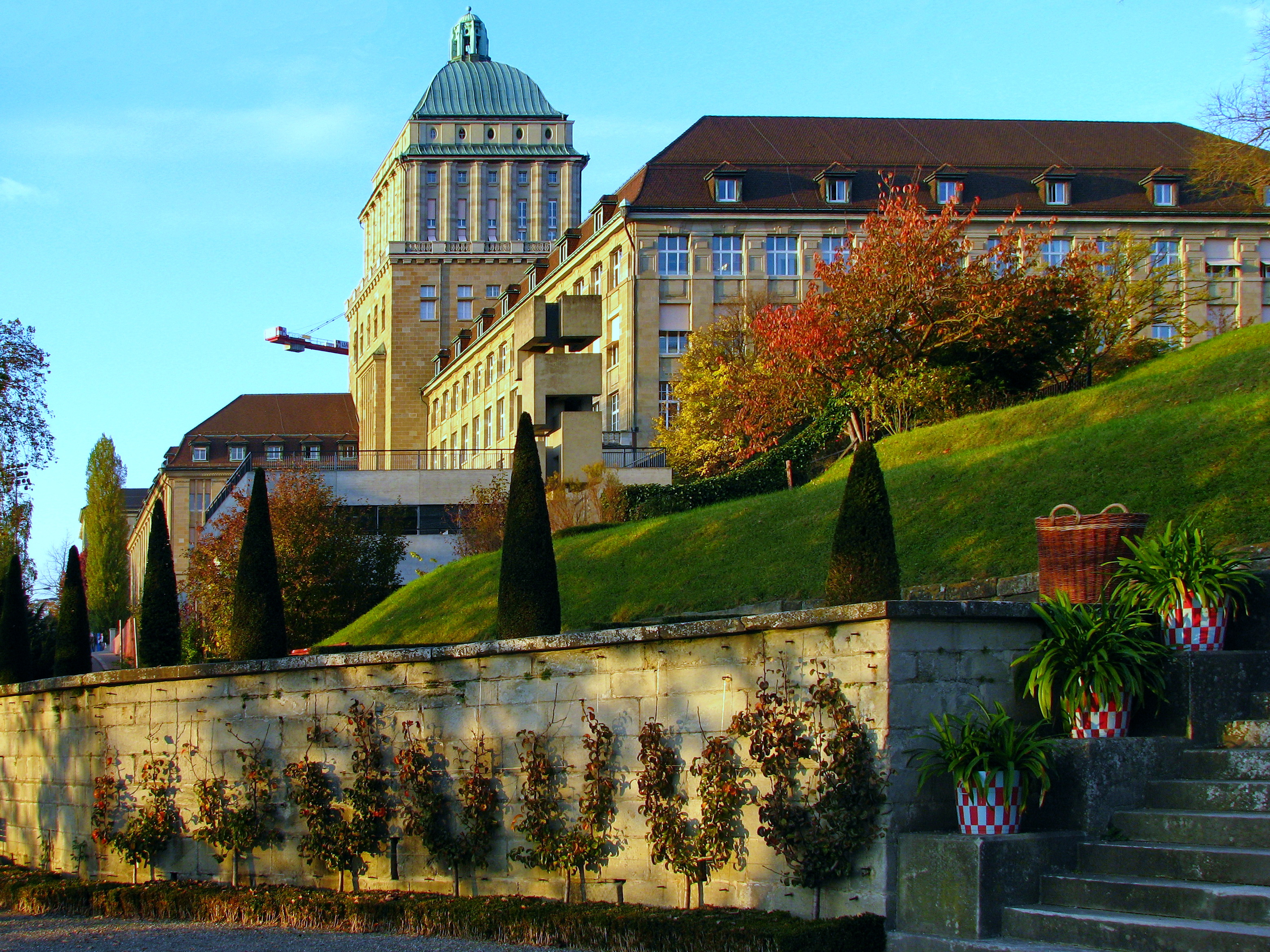
أحد مباني الجامعة

جامعة زيورخ UZH، (بالألمانية: Universität Zürich)‏، هي أكبر جامعة في سويسرا، وتقع في مدينة زيورخ. يدرُس في الجامعة أكثر من 28,000 طالب مُسجل. تأسست الجامعة سنة 1833، وتكونت حينها من كليات اللاهوت والقانون والطب، وهذه الكُليات يعود تاريخ تأسيسها إلى سنة 1525، هذا بالإضافة إلى كلية فلسفة جديدة.
تضم الجامعة حاليًا سبع كليات هي كُليات الفلسفة، والطب البشري، والعلوم الاقتصادية، والقانون، والرياضيات والعلوم الطبيعية، وكُلية الهندسة وعلوم الكمبيوتر والروبوتات، وكُلية اللاهوت والطب البيطري. تُعد جامعة زيوريخ الأكبر في سويسرا من حيث عدد الموضوعات والدورات التي تُقدمها مؤسسة سويسرية للتعليم العالي.

صورة مُلتقطة من الجو (1953)

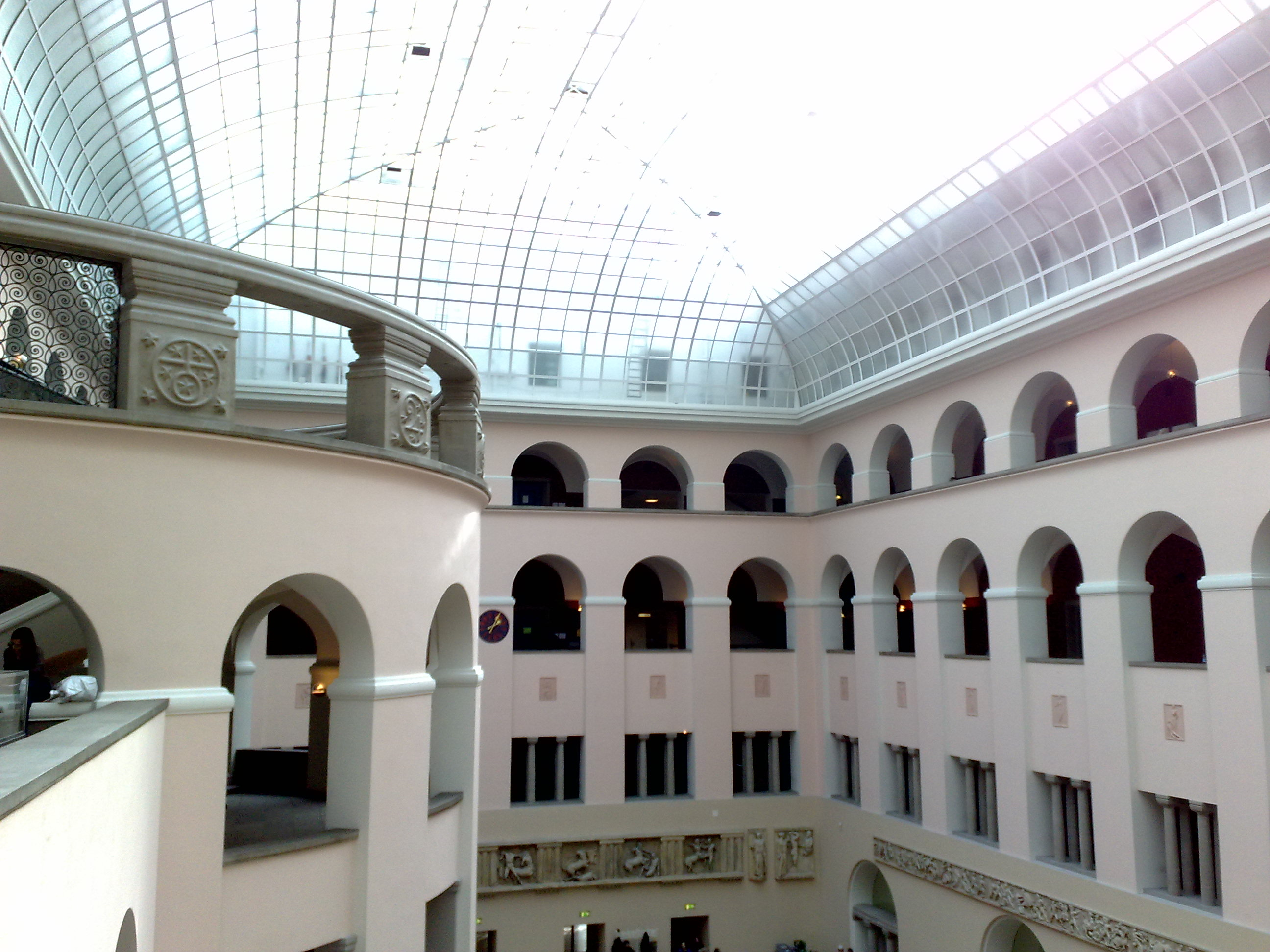
أتريوم سنترال

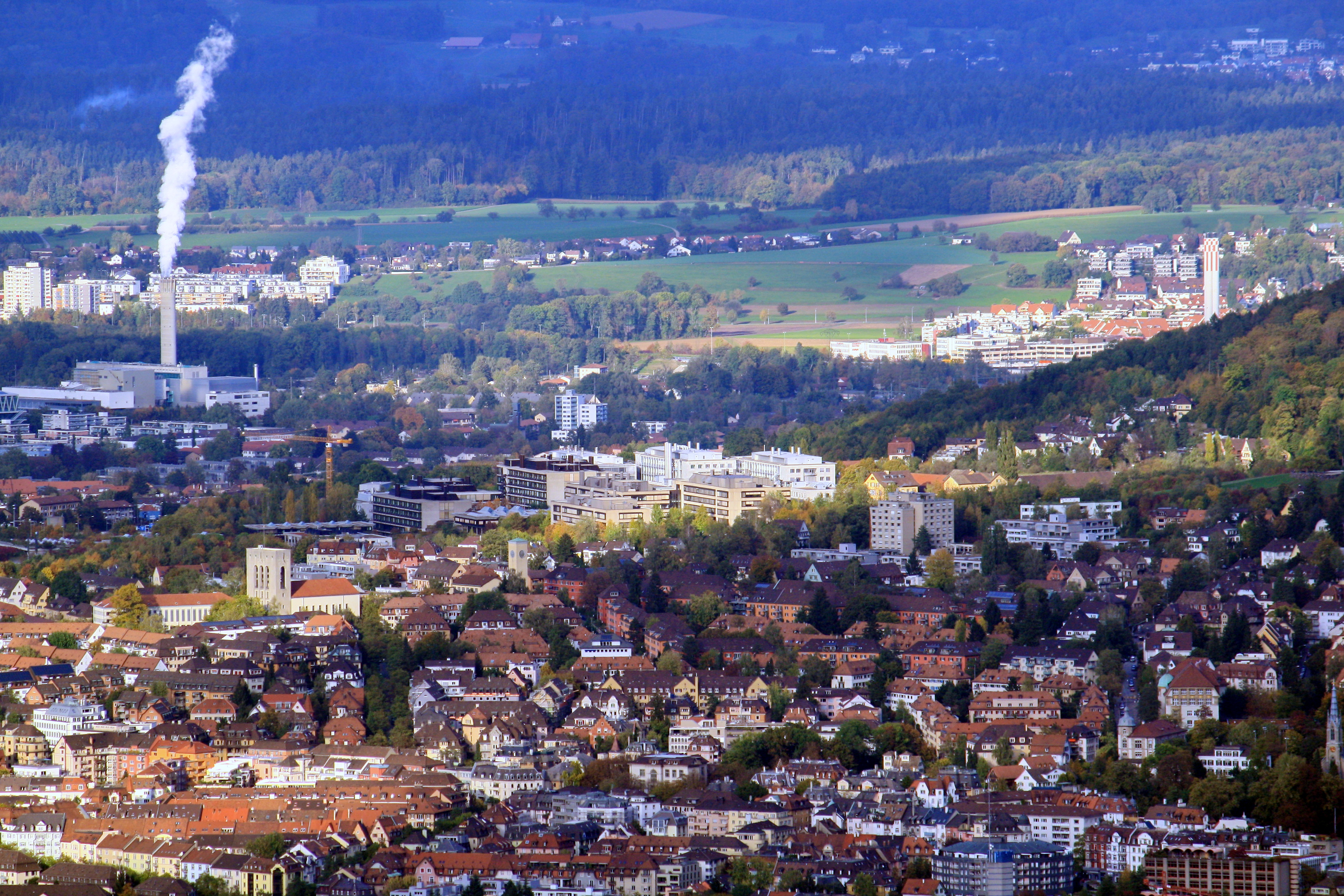
حرم إيخرلبارك الجامعي

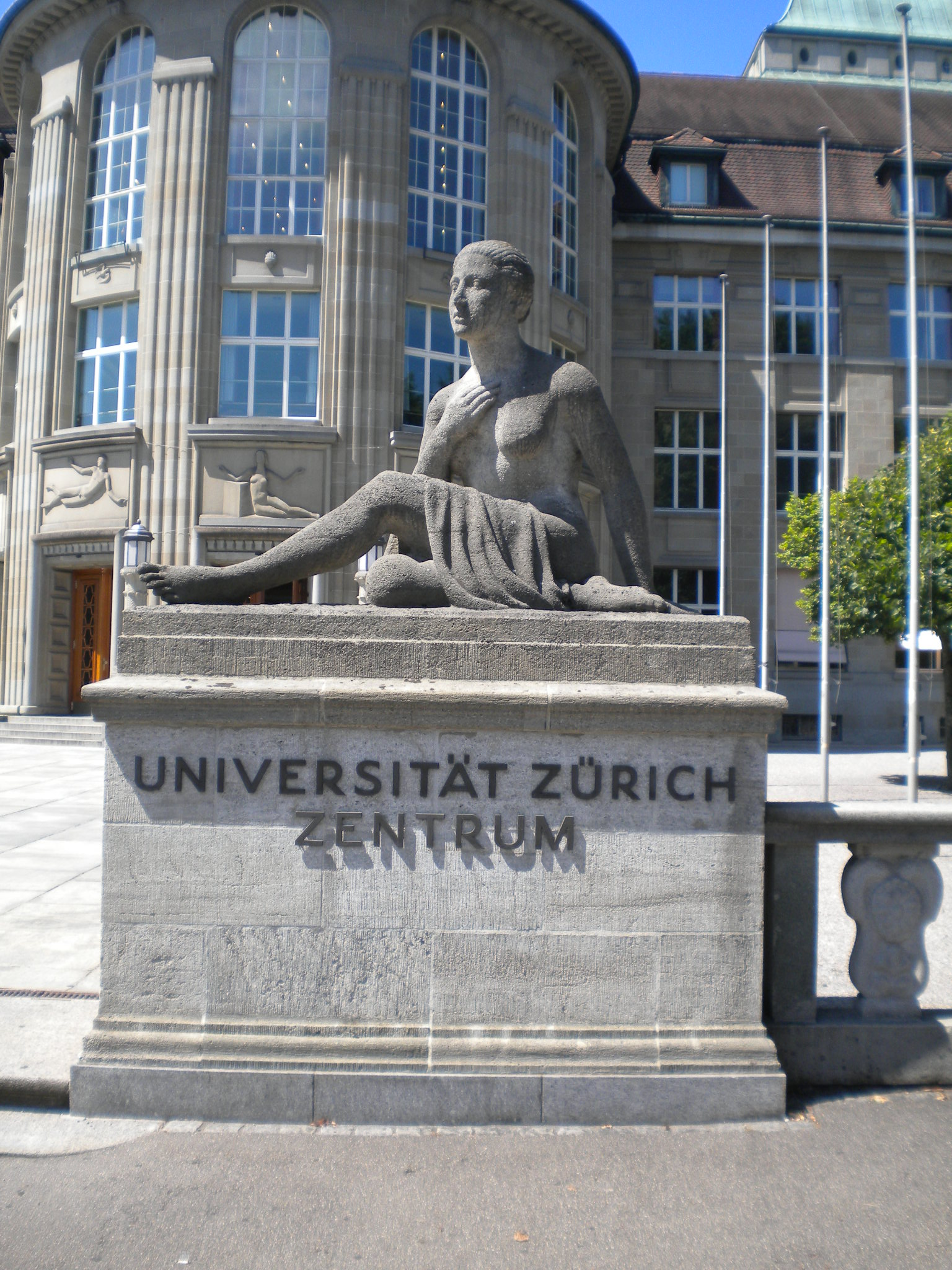
تمثال شُيد عند مدخل جامعة زيوريخ

## تاريخ الجامعة
تأسست جامعة زيورخ في 29 أبريل 1833، عندما دُمجت كلية اللاهوت التي أسسها هولدريش زوينجلي في عام 1525، مع كُليات القانون والطب مع كلية جديدة للفلسفة. كانت جامعة زيوريخ أول جامعة في أوروبا تُؤسسها الدولة وليس ملكًا أو كنيسة.
في السنوات الأولى للجامعة، تسبب تعيين اللاهوتي الألماني ديفيد فريدريش شتراوس في رئاسة كُلية اللاهوت عام 1839 في إثارة جدل كبير، حيث جادل شتراوس بأن المُعجزات في العهد المسيحي الجديد كانت بمثابة إعادة رواية أحداث طبيعية كأحداث خارقة للطبيعة وأسطورية. في النهاية، عرضت السلطات على شتراوس معاشًا تقاعديًا قبل أن تتاح له الفرصة مُجددا لاستئناف مهامه.
سمحت الجامعة للنساء بحضور محاضرات الفلسفة مُنذ عام 1847، وقبلت الجامعة أول طالبة دكتوراه في عام 1866. أضيفت كلية الطب البيطري عام 1901، وتُعد هذه الأخيرة ثاني أقدم كلية من هذا النوع في العالم. في عام 1914، انتقلت الجامعة إلى مبنى جديد صممه المهندس المعماري كارل موسر في شارع Rämistrasse 71.
هناك تعاون وثيق بين جامعة زيورخ والمعهد الفدرالي السويسري للتكنولوجيا في زيورخ في مجالي العلوم الحيوية والمالية. هذا المعهد والجامعة لا يفرقُهما إلا طريق يقع بينهُما.

## الحرم الجامعي
تنتشر الجامعة في جميع أنحاء مدينة زيورخ. يمكن لأعضاء الجامعة استخدام العديد من المكتبات، بما في ذلك مكتبة المعهد الاتحادي السويسري للتكنولوجيا في زيورخ، ومكتبة زيورخ المركزية التي تضُم أكثر من 5 ملايين مُجلد. في عام 1962، اقترحت كلية العلوم إنشاء حرم إيخرلبارك الجامعي (بالألمانية: Irchelpark) في (بالألمانية: Strickhofareal). بدأت المرحلة الأولى من تشييد مباني الجامعة سنة 1973، وافتُتح الحرم الجامعي سنة 1979. استمر بناء المرحلة الثانية من المشروع خلال الفترة من 1978 إلى 1983. يضم هذا الحرم أيضًا المتحف الأنثروبولوجي (بالألمانية: Anthropologisches Museum)، ومقر أرشيف زيوريخ [الإنجليزية].

### المتحف
ينضوي معهد ومتحف تاريخ الطب تحت لواء الجامعة.

## التصنيفات
صُنفت كُلية الاقتصاد بالجامعة سنة 2017، في المرتبة الأولى في مجموع الدول والمناطق الناطقة باللغة الألمانية. أما في سنة 2009، فقد جاءت كلية إدارة الأعمال في المرتبة الثالثة ضمن نفس التصنيف.
| التصنيف                                                     | المرتبة               | السنة | مراجع                |
| ----------------------------------------------------------- | --------------------- | ----- | -------------------- |
| التصنيف الأكاديمي لجامعات العالم                            | 54 عالميا و15 أوروبيا | 2018  | [ 27 ] [ 28 ]        |
| تصنيف الجامعات العالمي QS                                   | 90                    | 2020  | [ 29 ] [ 30 ] [ 31 ] |
| تصنيف الجامعات العالمية حسب مجلة تايمز للتعليم العالي       | 69                    | 2021  | [ 32 ] [ 33 ]        |
| تصنيف أفضل الجامعات والكُليات حسب يو إس نيوز آند وورد ريبورت | 58                    | 2018  | [ 34 ]               |
| (بالإنجليزية: Round University Ranking)‏                     | 36                    | 2020  | [ 35 ]               |

## خريجون بارزون

### السياسة والقانون والمجتمع
- يوهانس باومان، رئيس الاتحاد السويسري.
- يوهان جاكوب بلامر [الإنجليزية]، مُؤرخ سويسري.
- إرنست بروغر [الإنجليزية]، رئيس سابق للاتحاد السويسري.
- إميل برونر، عالم عقيدة وأستاذ جامعي سويسري.
- كارل ياكوب بوركهارت، مُؤرخ ودبلوماسي سويسري.
- فليكس كالوندر [الإنجليزية]، رئيس سابق للاتحاد السويسري.
- إجنازيو كاسيس، سياسي سويسري.
- أدولف دوخر [الإنجليزية]، رئيس سابق للاتحاد السويسري.
- ألفونس إيغلي، رئيس سابق للاتحاد السويسري.
- فيليب إتر، رئيس سابق للاتحاد السويسري.
- سيغي فيغل [الإنجليزية] (1921-2004)، محامي سويسري.
- لودفيغ فورر [الإنجليزية]، رئيس سابق للاتحاد السويسري.
- كورت فورغلر [الإنجليزية]، رئيس سابق للاتحاد السويسري.
- يوناس فورر [الإنجليزية]، رئيس سابق للاتحاد السويسري.
- أثول جيل [الإنجليزية]، عالم لاهوت أسترالي.
- بالثسار غلاتلي [الإنجليزية]، سياسي.
- برنهارد همر، رئيس سابق للاتحاد السويسري.
- روبرت هاب [الإنجليزية]، رئيس سابق للاتحاد السويسري.
- هنريخ هابرلين [الإنجليزية]، رئيس سابق للاتحاد السويسري.
- يواكيم هير، رئيس سابق للاتحاد السويسري.
- آرثر هوفمان، رئيس سابق للاتحاد السويسري.
- فريتز هونيغر، رئيس سابق للاتحاد السويسري.
- يوجين هوبر، محامي سويسري.
- ماكس هوبر، محامي ودبلوماسي سويسري.
- دانيال يوسيتش [الإنجليزية]، أستاذ قانون وسياسي من الحزب الاشتراكي الديمقراطي السويسري.
- جيكوب كيلنبرغر [الإنجليزية]، دبلوماسي سويسري ورئيس لللجنة الدولية للصليب الأحمر.
- ستيفان كلابروث [الإنجليزية]، صحفي ومُقدم برامج تلفزيونية سويسري.
- إليزابيث كوب [الإنجليزية]، سياسية سويسرية، وأول امرأة تُنتخب عُضوة في المجلس الاتحادي السويسري.
- أورسولا كوخ [الإنجليزية] (مواليد 1941)، سياسية سويسرية.
- موريتز لوينبيرغر، رئيس سابق للاتحاد السويسري.
- دوريس ليوتار، رئيس سابق للاتحاد السويسري.
- روزا لوكسمبورغ، فيلسوفة واقتصادية سويسرية.
- مين لي مارتي، سياسية وصحفية سويسرية.
- ألبرت ماير، رئيس سابق للاتحاد السويسري.
- هيذر نيف [الإنجليزية]، روائية أمريكية.
- ماكس بوتيبيير [الإنجليزية]، رئيس سابق للاتحاد السويسري.
- أديلين ريترشوس [الإنجليزية] (1876–1924)، عالم في فقه اللغة، ومُختص في الأدب الإسكندينافي.
- كارل فيكتور ريسل [الإنجليزية]، عالم لاهوت.
- روجر سابلونير [الإنجليزية] (1941-2010)، كاتب ومُؤرخ سويسري.
- ليون شمولف [الإنجليزية]، رئيس سابق للاتحاد السويسري.
- إيرنست سيبر [الإنجليزية] (1927-2018)، قس وكاتب وسياسي سويسري.
- كورنيليو سوماروغا، قانوني ودبلوماسي سويسري.
- ويلي سبولر [الإنجليزية]، رئيس سابق للاتحاد السويسري.
- والتر ستامفلي [الإنجليزية]، رئيس سابق للاتحاد السويسري.
- هاشم ثاتشي، رئيس وزراء جمهورية كوسوفو سابقا، ورئيس البلاد أيضا في الفترة (2016-2020).
- وانغبو ثيتونغ [الإنجليزية] (مواليد 1963)، ناشط وكاتب سويسري تبتي،، وأيضا ناطق رسمي باسم فرع منظمة السلام الأخضر في سويسرا.
- دانيال ثورر [الإنجليزية]، قانوني سويسري.
- كلاوس تشوتشر [الإنجليزية]، رئيس وزراء حُكومة ليختنشتاين سابقا.
- إيرنست فيتر [الإنجليزية]، رئيس سابق للاتحاد السويسري.
- سيغموند فيدمر [الإنجليزية] (1919-2003)، سياسي سويسري.
- دولف وايلد [الإنجليزية] (مواليد 1954)، مؤرخ وعالم معماري سويسري.

### الاقتصاد والأعمال والإدارة
- كريستوف بلوخر [الإنجليزية]، سياسي سويسري، وعُضو سابق في المجلس الاتحادي السويسري.
- كارل برونر، عالم اقتصاد سويسري.
- ماركوس ديثلم [الإنجليزية]، رجُل أعمال سويسري ومُستشار عام في يو بي إس.
- مارتن إيبنر [الإنجليزية] (مواليد 1945)، ملياردير ورجُل أعمال سويسري.
- مارك فابر، رجُل أعمال ومُقاول سويسري.
- ألان فري، رجُل أعمال ومُقاول سويسري.
- برونو فراي، عالم اقتصاد سويسري.
- توماس غوتشتاين [الإنجليزية] (مواليد 1964)، مصرفي سويسري، والمُدير التنفيذي لكريدي سويس[36]
- والتر هايفنر [الإنجليزية]، رجُل أعمال ومُربي خيول ثوروبريد في أيرلندا.
- يورغ كاخلمان [الإنجليزية]، مُقدم برامج وصحفي ورجل أعمال في مجال الأرصاد الجوية.[37]
- راينولد كوفغيتز [الإنجليزية]، عالم اقتصاد سويسري.
- بيتر كورر [الإنجليزية]، مدير ومحامي سويسري.
- أدريانو لوكاتيلي [الإنجليزية]، رجُل أعمال ومُقاول سويسري.
- دومينيك ريندرنيخت، عارضة أزياء سويسرية وملكة جمال سويسرا [الإنجليزية] سنة 2013.
- مارسيل روهنر [الإنجليزية]، رجُل أعمال سويسري.
- ستيفان شميدني [الإنجليزية]، ملياردير ورجُل أعمال سويسري.

### العلوم
- فيلهلم كونراد رونتغن، عالم فيزياء ومُهندس، عُرف باكتشافه للأشعة السينية.
- ألفريد كلاينر، فيزيائي سويسري.
- ألبرت أينشتاين، عالم فيزياء ألماني، حصل سنة 1905 على دُكتوراه من جامعة زيوريخ، ثُم عُين أستاذا مُساعدا في نفس الجامعة سنة 1909.
- ألبرت هوفمان، عالم سويسري ومُكتشف ثنائي إيثيل أميد حمض الليسرجيك.
- بيتر ديباي، فيزيائي وكيميائي هولندي.
- إرفين شرودنغر، عالم فيزياء نمساوي، درس في الجامعة خلال الفترة من سنة 1921 إلى سنة 1927.
- ماكس هولزمان، طبيب قلب سويسري.
- جون ليندنمان [الإنجليزية] (1924–2015)، عالم مناعة وفيروسات سويسري، شارك في اكتشاف الإنترفيرون سنة 1957.[38][39][40]
- هايدي ووندرلي ألينسباخ [الإنجليزية] (مواليد 1947)، عالمة أحياء سويسرية، وأول امرأة تتولى منصب عميدة في المعهد الفدرالي السويسري للتكنولوجيا في زيورخ.
- هيوغو إلتيس [الإنجليزية]، عالم أحياء، وكاتب سيرة غريغور يوهان مندل الذاتية.
- ناتلي غرامس [الإنجليزية]، عالمة فيزيائية وكاتبة سويسرية.
- ارتور أفيلا، عالم رياضيات برازيلي، حصل سنة 2014 على ميدالية فيلدز.[41]
- هينريتش فيلي، طبيب أطفال سويسري.
- إديث همفري، كيميائية بريطانية، وتُعد أول امرأة في بريطانيا تحصل على دُكتوراه في الكيمياء.
- رولف فايفر، عالم حاسوب سويسري.
- بريجيتا دانوسير [الإنجليزية]، أُستاذة مُتخصصة في طب العمل.

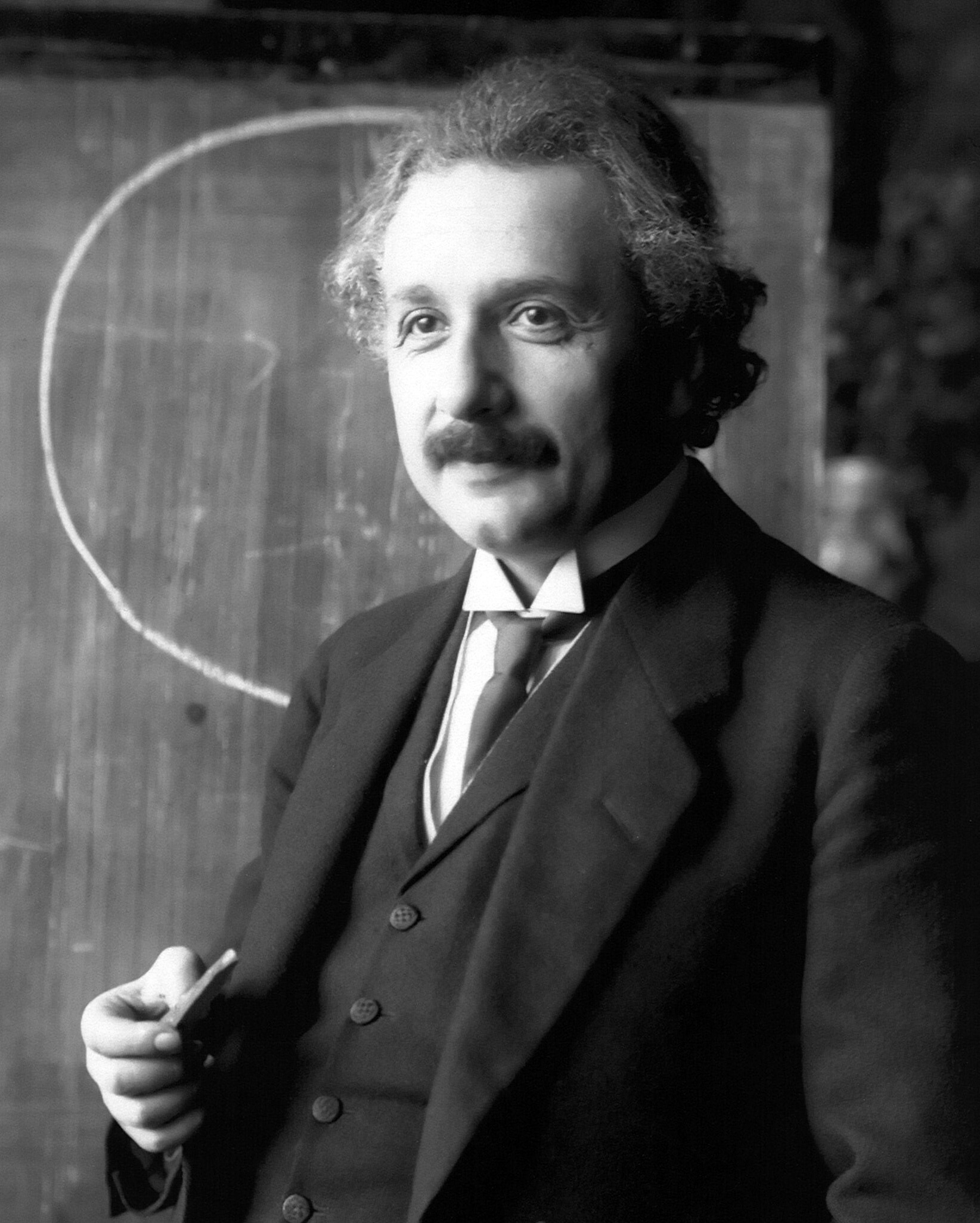
ألبرت أينشتاين

- هانا كوكو [الإنجليزية]، عالمة أحياء.

### الحائزون على جائزة نوبل
يرتبط بالجامعة 12 من الحاصلين على جائزة نوبل، خاصة في مجالات الفيزياء والكيمياء، وهُم كالتالي :
| السنة | مجال التخصص               | الحائز على الجائزة   | مراجع  |
| ----- | ------------------------- | -------------------- | ------ |
| 1901  | الفيزياء                  | فيلهلم كونراد رونتغن | [ 42 ] |
| 1902  | الأدب                     | ثيودور مومسن         | [ 43 ] |
| 1913  | الكيمياء                  | ألفريد ويرنر         | [ 44 ] |
| 1914  | الفيزياء                  | ماكس فون لاو         | [ 45 ] |
| 1921  | الفيزياء                  | ألبرت أينشتاين       | [ 46 ] |
| 1933  | الفيزياء                  | إروين شرودنغر        | [ 47 ] |
| 1936  | الكيمياء                  | بيتر ديبي            | [ 48 ] |
| 1937  | الكيمياء                  | بول كارير            | [ 49 ] |
| 1939  | الكيمياء                  | لافوسلاف روزيتشكا    | [ 50 ] |
| 1949  | الطب أو علم وظائف الأعضاء | والتر رودولف هيس     | [ 51 ] |
| 1987  | الفيزياء                  | كارل أليكس مولر      | [ 52 ] |
| 1996  | الطب أو علم وظائف الأعضاء | رولف إم زينكرناغيل   | [ 53 ] |

## مواقع خارجية
1. [موقع جامعة زيورخ http://www.uzh.ch]
2. الدراسة في سويسرا
3. موقع يضم الجامعات السويسرية - بالإنجليزية